# Saint-Germain-de-Joux
Saint-Germain-de-Joux település Franciaországban, Ain megyében. Lakosainak száma 505 fő (2022. január 1.). Saint-Germain-de-Joux Champfromier, Charix, Échallon, Giron, Le Poizat-Lalleyriat, Montanges, Plagne és Valserhône községekkel határos.

## Népesség
A település népessége az elmúlt években az alábbi módon változott:
| Lakosok száma | 615  | 536  | 465  | 496  | 473  | 507  | 501  | 502  | 502  | 505  |
|               | 1968 | 1982 | 1990 | 2006 | 2013 | 2015 | 2017 | 2019 | 2020 | 2022 |